# Where You Put Your Trust
Where You Put Your Trust är Pridebowls andra studioalbum, utgivet 1997 av Bad Taste Records. Skivan utgavs även på vinyl av Genet Records 1998 i en limiterad utgåva om 500 exemplar.

## Låtlista
1. "Curiosity"
2. "Soiled"
3. "The Harder We Fall"
4. "Structured Ways"
5. "0% of 0 = 0"
6. "Setbacks"
7. "Creepy You"
8. "Lost"
9. "500 People Wide"
10. "Shut Up"
11. "The Artificial Town"
12. "Broken"
13. "The Last Tree"
14. "Untitled"

### Fotnoter
1. ↑  ”Where You Put Your Trust”. Discogs.com. http://www.discogs.com/Pridebowl-Where-You-Put-Your-Trust/release/2355384. Läst 31 december 2011.